# Jacques d'Ancona
Jacques Joop d'Ancona (Groningen, 15 september 1937 – Paterswolde, 26 juli 2024) was een Nederlands journalist en theaterrecensent. Hij verwierf in de jaren tachtig landelijke bekendheid als kritisch jurylid van de Soundmixshow. Begin jaren negentig was hij ook jurylid in Ron's Honeymoonquiz op RTL 4.

## Levensloop

### Beginjaren
D'Ancona werd geboren als zoon van een Joodse vader en een Nederlands-hervormde moeder. Hij groeide op in de Oosterstraat in Groningen, waar zijn vader een elektrotechnische groothandel had. Tijdens de Tweede Wereldoorlog werd de woning gevorderd door de Duitse bezetter, waarna het gezin verhuisde naar het Damsterdiep. Zijn vader moest enkele jaren onderduiken in de Korrewegwijk, gescheiden van het gezin. Het huis aan de Oosterstraat werd in april 1945 verwoest tijdens de Bevrijding van Groningen.

### Carrière

#### Jureren
In een tijd waarin juryleden op de Nederlandse televisie vaak mild waren, viel d'Ancona op door zijn kritische beoordelingen in de Soundmixshow. Hij kreeg regelmatig kritiek van het publiek, en presentator Henny Huisman probeerde zijn opmerkingen vaak te nuanceren. D'Ancona was ook juryvoorzitter in Huismans Sterrenplaybackshow en zat tien jaar in de jury van de Musical Awards.

#### Presentator, scheidsrechter, recensent en liefdadigheidsambassadeur
D’Ancona was een bekende verschijning op de Groningse regionale zender RTV Noord, waar hij regelmatig als presentator optrad. Daarnaast was hij 22 jaar actief als voetbalscheidsrechter voor de KNVB, en speelde hij een belangrijke rol bij de oprichting van het jaarlijkse Eurovoetbal-toernooi voor jeugdspelers. Als eerbetoon aan zijn inzet werd hij benoemd tot erelid van de Groningse voetbalclub Be Quick 1887.
Naast zijn werk in de media en sport, was d’Ancona vanaf 1998 ook actief als ambassadeur voor de Make-A-Wish Foundation. Hij zette zich intensief in voor diverse inzamelingsacties ten behoeve van kinderen met levensbedreigende ziektes. Dit werk werd aangevuld met zijn betrokkenheid bij andere liefdadigheidsinitiatieven, zoals Julians Stichting in Stadskanaal, die geld inzamelt voor kankeronderzoek. D’Ancona was vanaf het begin betrokken bij deze stichting en speelde een belangrijke rol als ambassadeur.
In 2014 had hij een kleine rol in The Passion 2014, samen met Henny Huisman. In 2015 presenteerde hij eenmalig het programma Een Zaak Van De Gemeente op RTL 7.
Gedurende 67 jaar schreef hij theaterrecensies voor het Dagblad van het Noorden, waarbij zijn laatste artikel op 11 juli 2024 werd gepubliceerd. In 2018, op 80-jarige leeftijd, schreef hij nog ongeveer 120 recensies per jaar. Zijn laatste artikel in het Dagblad van het Noorden verscheen op 11 juli 2024.

### Privéleven
Zijn partner, Henny Vierbergen, overleed in januari 1996 aan aids. Vanaf 1997 had hij een relatie met acteur en theaterproducent Hans Langhout, met wie hij in Paterswolde ging samenwonen. In 2020 werd bij hem een ernstige hartkwaal vastgesteld. Wegens het hoge risico besloot hij af te zien van een operatie. Hij overleed op 26 juli 2024 aan de gevolgen van deze aandoening.

## Trivia
- Op 14 september 2017 ging in Groningen de musical ‘’Jacques J.’’ in première, uitgevoerd door het Groningse GOOV Muziektheater. De voorstelling behandelde het leven en werk van d’Ancona.[15] De tekst voor de musical werd geschreven door Jan Veldman, de muziek was van Jan Meiborg en de regie werd verzorgd door Jack Nieborg.
- In het voorjaar van 2019 was d’Ancona te zien in de bioscoopfilm Circus Noël.[16]